# Angelo Frondoni

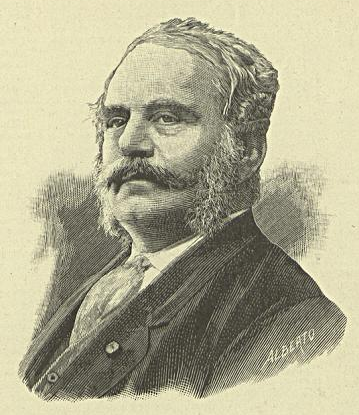
Angelo Frondoni 1891

Angelo Frondoni (* 26. Februar 1808 in Pieveottoville di Zibello; † 4. Juni 1891 in Lissabon) war ein italienischer Komponist, der vor allen Dingen in Portugal durch seine Opern, Operetten und Ballette bekannt wurde.

## Leben und Werk
Angelo Frondoni studierte Klavier und Komposition an der Scuola del Carmine, dem späteren Konservatorium in Parma.
Seine erste Oper Il carrozzino da vendere führte er 1833 an der Mailänder Scala mit mäßigem Erfolg auf. Auf größeres Interesse stieß zwei Jahre später seine Oper Un terno al lotto, die er 1835 am Teatro Carcano in Mailand aufführte. In den folgenden Jahren wirkte Frondoni als Organist in Soragna (Provinz Parma).
1838 wurde er vom portugiesischen Grafen J. P. Quintella eingeladen, am Teatro Nacional de São Carlos in Lissabon zu dirigieren. Er siedelte nach Lissabon um, wo er als Komponist von Opern, Operetten und Balletten erfolgreich wurde.
Hier komponierte er Operetten unter anderem für das Teatro Nacional de São Carlos, das Teatro Rua dos Condes, das er ab 1844 leitete, das Teatro Gymnasio, dessen Direktor er ab 1850 war, und das Teatro da Trindade, das er von 1863 bis 1873 leitete. Ab 1873 kehrte Frondoni  als Dirigent an das Teatro Nacional de São Carlos zurück.
1846 komponierte er den Chor Maria da Fonte, der zur Hymne der Gegner des portugiesischen Königshauses wurde. In solchen Werken wurde seine republikanische Einstellung offenbar, die ihm in Portugal politische Schwierigkeiten einbrachte.
Angelo Frondoni betätigte sich gelegentlich auch literarisch. 1867 schrieb er ein Gedicht zu Ehren von Abraham Lincoln. 1883 veröffentlichte er ein kleines musikkritisches Buch, das gegen Richard Wagners Oper Lohengrin Stellung bezog.
In Lissabon ist eine Straße nach Angelo Frondoni benannt.